# 最福寺 (鹿児島市)
最福寺（さいふくじ）は、鹿児島県鹿児島市平川町にある単立の寺院。山号は烏帽子山。本尊は不動明王。

## 概略
公式の寺伝では室町時代の創立とするが、現在の最福寺は1988年に宗教法人として設立され、1989年（平成元年）に現在の住職でもある池口恵観により事実上新設された寺である。本尊の不動明王立像は京仏師・田中文哉の作。松本明慶作の全高18.5メートルの木造大弁才天像を大仏殿に備える。
ただし、単立の最福寺の他に「最福寺」があり（つまり、2つ「最福寺」を名乗る寺院が存在する）、池口が「法主」と名乗る場合は、高野山真言宗系の最福寺ではない。また、江の島大師も単立である。
法主である池口恵観は政界で安倍晋三元総理の指南役だったことが知られており 、自民党の小泉純一郎元総理はじめ二階俊博幹事長や竹中平蔵といった数多くのぼる中央政界の有力政治家と親密な交流を持つ僧呂として、その名が知られており、また有名スポーツ選手や文化人らにも信奉者が多く、プロ野球の清原和博はじめ金本知憲、新井貴浩らがおり、Jリーガーの柏レイソルの選手達、作家の家田荘子らは最福寺で何週間にも及ぶ護摩行をしている場面をマスメディアに盛んに取り上げられたことでも有名になった。なお、池口恵観が高野山の最高位に上り詰めた際、40年以上に渡って親交を持つ田原総一朗や櫻井よしこ、デヴィ夫人など錚々たる文化人達がいち早く祝電を送る他、貴乃花光司は角界在籍時、苦悩する立場を師と仰ぐ池口法主に吐露するなど政界、実業界、文化人、芸能界、スポーツ界など多岐に渡る層の人脈がうかがい知れる。日本青年社など右翼団体での講演や機関紙への寄稿、新右翼・一水会の機関紙「月刊レコンキスタ」などにも定期的に記事を執筆している。

## 北朝鮮との友好関係
最福寺の池口はもともと北朝鮮との親交が深く、これまでも度々北朝鮮を訪問し、「金日成主席観世音菩薩像」を同国に寄付するなどしている。北朝鮮への貢献によって池口は、同国から勲章の授与も受けている。朝鮮労働党・朝鮮総連の幹部とも親しい。

### 朝鮮総連本部ビル買収
かねてより池口は朝鮮労働党幹部より、総連中央本部の土地と建物が第三者に渡らないよう要請を受けていた。
2013年3月26日、最福寺は競売にかけられた在日本朝鮮人総連合会（朝鮮総連）本部ビルを45億1,900万円で落札した。売却基準価格は約26億6800万円であった。最福寺が落札したのは東京都千代田区にある朝鮮総連中央本部の土地約2,390平米と地上10階、地下2階建てのビル。
これについて池口は、応札が北朝鮮政府高官（最高人民会議幹部）からの要請に基づくものであり、落札後には同土地・建物を朝鮮総連に貸与する予定であると報道されたが、2013年3月26日の落札直後に行った会見では「国が北朝鮮に制裁を行っている。国の許しがあれば、（朝鮮総連が新たに本部とする）次の場所が見つかるまで、いてもらってもいいということです。基本的には、私は出ていってもらおうと思っている」と発言している。
最福寺は入札時に保証金として5億円を裁判所に供託した。買収に必要な資金は寄付や融資で賄うとしていたが、落札後に、金融機関との交渉が融資を断られたり想定より高い金利を提示されたりして契約に至らないなど、問題が発生していることが4月25日報道された。融資金額は50億円を予定していた。
5月9日になり、前月から交渉していた大手ゼネコンの関連会社が最福寺に落札代金を融資することを決定し、契約書が作成されたが、振込みがなされなかった。
企業側は融資の意向を撤回しておらず、企業側の資金が寺の口座に振り込まれる段階でストップが掛かったことが明らかにされた。契約違反であるので訴訟もできるが、最福寺側が「借入先の会社に迷惑がかかると判断」し、購入計画を断念した。これにより5億3400万円の保証金は没収された。
5月10日午後、池口法主が神奈川県江の島の別院で記者会見を開き一連の経緯を説明した。会見では「何らかの圧力があった」と述べた。また、池口法主の退席後に会見を行った秘書の男性も同じようなことを述べた。
これらの主張に対し、菅官房長官は10日の会見で「圧力は100%ない。それと同時に午前中にも質問があったので、金融庁にも確認させました。『そうした事実は全くない』ということです」と述べた。
12月、10月に朝鮮総連本部ビルを50億1000万円で落札したモンゴル系企業「「アバール・リミテッド・ライアビリティー・カンパニー」が資金調達ができず、最福寺の池内恵観法主に会って融資を打診したが、断られたと報道された。

## 所在地
この項の単立の烏帽子山　最福寺　鹿児島県鹿児島市平川町4850
高野山真言宗の鹿児島高野山　最福寺　鹿児島県鹿児島市紫原2丁目35－13

## 交通アクセス
- JR九州指宿枕崎線平川駅から車で10分

### 最福寺入口バス停
| 最福寺入口バス停（上り）−鹿児島県鹿児島市平川町 |                          |              |
| 番線                                            | 経由地                   | 行先         |
| 1                                               | 谷山駅前・県庁前・天文館 | 鹿児島駅前   |
| 種別                                            | 経由地                   | 行先         |
| 普通                                            | 鹿児島中央駅・天文館     | 金生町       |
| 最福寺入口バス停（下り）−鹿児島県鹿児島市平川町 |                          |              |
| 番線                                            | 経由地                   | 行先         |
| 1                                               | 野屋敷                   | 平川星和台   |
| 種別                                            | 経由地                   | 行先         |
| 普通                                            | 知覧                     | 特攻観音入口 |

## 近隣情報
- 平川動物公園

## 脚註
1. ↑  安倍元首相の“指南役”だった僧侶・池口恵観氏の緊急追悼文「偉大な政治家でした」NEWSポストセブン 2022.07.11閲覧
2. ↑  安倍晋三と炎の行者(池口恵観法主独占3時間)--深夜に相談。清原、金本が信奉する大阿闍梨を心のブレーンとして週刊文春 / 文芸春秋
3. ↑  安倍前首相に二階幹事長らが発起人　6月豪華パーティに開催
4. ↑  朝鮮総連落札の僧侶、その仰天素顔　交友は北朝鮮高官から安倍首相？まで『J-cast』2013年3月29日
5. ↑  怪僧・池口恵観と安倍晋三たちの〝仏道修行〟ZAITEN 2021年08月号
6. ↑  高野山の最高位に上り詰めた「炎の行者」、異名は「永田町の怪僧」その正体とは週刊女性　2021年7月13日号
7. ↑  貴乃花親方が池口恵観氏にあてたメール全文AERA dot 2017/12/12閲覧
8. 1 2 3  朝鮮総連本部:落札の法主、新右翼やプロ野球選手にも人脈 毎日新聞　2013年03月29日　11時43分（最終更新　03月29日　11時59分）
9. 1 2  宗教法人が応札最高額 商戦総連本部の競売、45億円 『日本経済新聞』 平成25年3月26日夕刊社会面
10. 1 2  落札の宗教法人「北朝鮮の依頼」 朝鮮総連に貸与も 『日本経済新聞』 平成25年3月27日夕刊社会面
11. ↑  朝鮮総連本部:宗教法人が落札　土地・建物45億円で　毎日新聞　2013年3月26日11時40分配信　配信日に閲覧
12. ↑  “「総連には出ていってもらおうと思っている」、購入資金は金融から借り入れ　最福寺・池口恵観氏”. 産経新聞. (2013年3月29日) 2013年3月30日閲覧。
13. ↑  最福寺:資金めど立たず　融資断られる…総連本部落札 毎日新聞　2013年04月25日　08時00分
14. ↑  総連本部落札の最福寺「代金支払い困難」　日刊スポーツ2013年5月9日8時47分 配信　配信日に閲覧
15. ↑  総連本部の所有権移転へ　落札の最福寺「交渉先からの融資合意」代金納付へ - 産経新聞(2013年5月9日閲覧)
16. 1 2  “最福寺　朝鮮総連中央本部の購入断念”. 日テレNEWS24. (2013年5月9日) 2013年5月9日閲覧。
17. 1 2 3 4 5  （下）監督官庁の妨害におわせる「購入を不調に終わらせようという人が沢山いる」msn産経ニュース　2013.5.10 17:54
18. ↑  “朝鮮総連本部購入、最福寺が断念　再入札へ”. 47NEWS. (2013年5月9日) 2013年5月10日閲覧。
19. ↑  「断腸の思い」最福寺法主…総連本部取得断念 - 読売新聞(2013年5月10日)
20. ↑  “最福寺、朝鮮総連本部の購入断念　菅官房長官「圧力は100%ない」”. FNN. (2013年5月10日) 2013年5月10日閲覧。
21. ↑  “朝鮮総連本部、落札したモンゴル企業が購入断念 資金調達できず”. 朝鮮日報. (2013年12月14日) 2013年12月15日閲覧。